# Søren Sveistrup

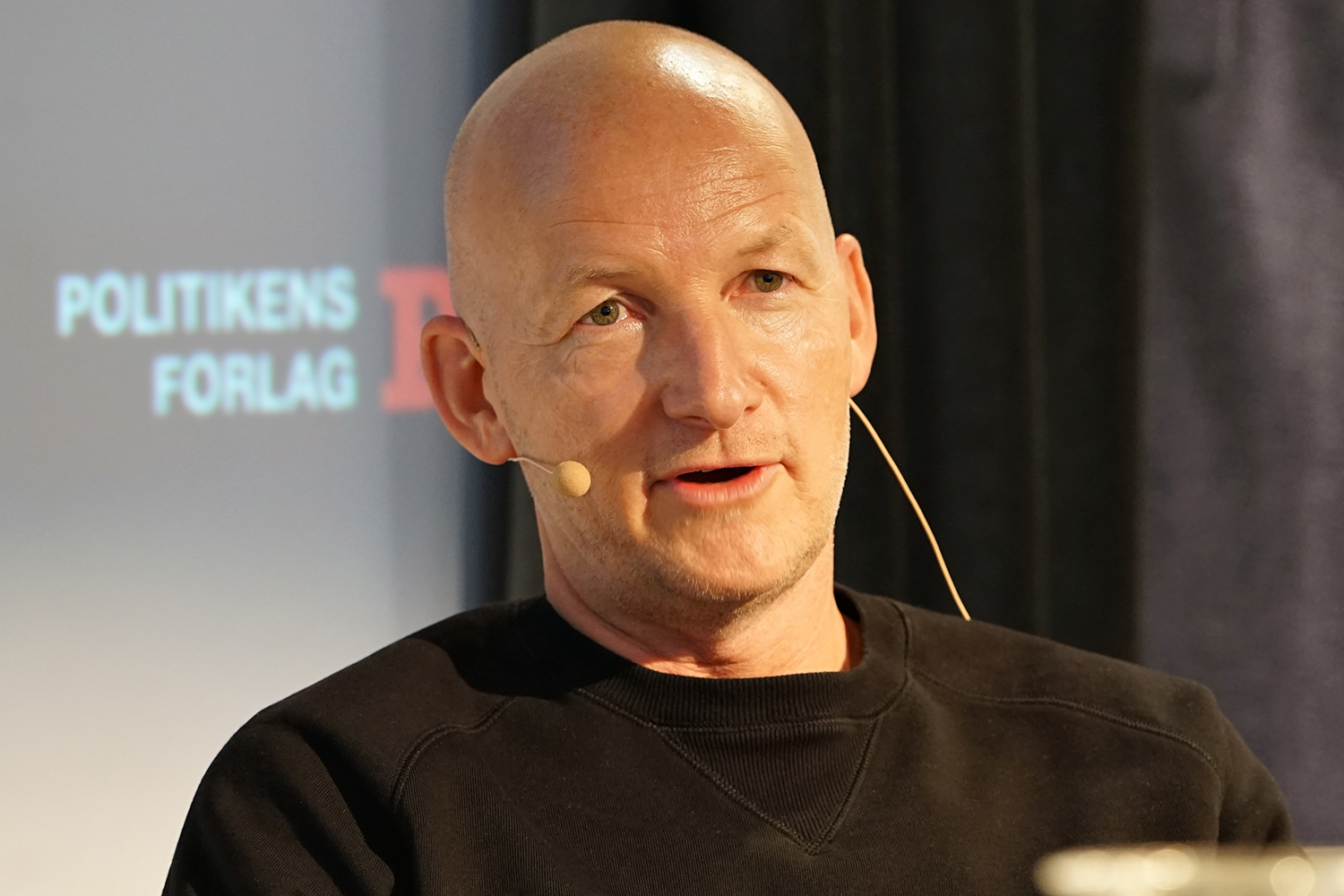
Søren Sveistrup (2018)

Søren Sveistrup (* 1968 in Kastrup bei Kopenhagen) ist ein dänischer Drehbuch- und Romanautor. Bekannt wurde er durch seine Drehbücher für die Serie Nikolaj og Julie (Originaltitel, 2002–2003) und die Krimiserie Kommissarin Lund – Das Verbrechen (Forbrydelsen, 2007–2012)

## Jugend und Ausbildung
Søren Sveistrup wurde 1968 in Kastrup in der Nähe von Kopenhagen geboren. Er wuchs auf der Insel Fünen (dänisch: Fyn) in Thurø nahe der Hafenstadt Svendborg auf.
Als Einundzwanzigjähriger ging er 1989 nach Kopenhagen, um dort Geschichte und Literatur zu studieren, und begann selbst zu schreiben. Angeregt wurde er nach eigenen Angaben durch Conan Doyles Sherlock-Holmes-Geschichten und durch Agatha Christie. Später besuchte er die Dänische Filmhochschule und machte eine Ausbildung als Drehbuchautor.

## Drehbücher zu Filmen und Serien
1997 begann er beim dänischen Fernsehsender DR als Serienschreiber zu arbeiten und schrieb das Drehbuch zu: „Ablauf der Frist / Deadline“ (Regie: Esben Heilund Carlsen, im TV am 30. März 1997).
Er erarbeitete die Drehbücher zu mehreren Folgen (16, 19, 20, 21, 26, 31, 42) der Serie „Taxi“ (dän.: „Taxa“) (1996–1999), wobei er von Stig Thorsboe, einem Gewinner des Nordischen Filmpreises, lernen konnte. 1999 schrieb er mit Jannik Johansen das Drehbuch zu dem 37-Minuten-Film „Aus der Spur“ (Dän.: „Afsporet“). 2000/2001 arbeitete er an der 59-Folgen-Serie „Hotel“ (dän.: „Hotellet“) von TV2 als hauptverantwortlicher Drehbuchautor (Creator und Headwriter) (Folgen: 2, 3, 4, 10, 11, 17, 18, 60) und ab Folge 24 als verantwortlicher Produzent mit.
Seinen Durchbruch als Serienschreiber hatte er 2002 bis 2003 als leitender Drehbuchautor der insgesamt 22-teiligen Serie „Nikolaj und Julie“. Hierbei war er Hauptschreiber der Folgen 1, 2, 3, 6, 11. Die Ausstrahlung der 1. Staffel (8 Folgen) erfolgte vom 29. September 2002 bis 17. November 2002, jene der 2. Staffel (8 Folgen) vom 9. Februar 2003 bis 30. März 2003, und die der 3. Staffel (6 Episoden) vom 28. September 2003 bis 2. November 2003. Die Serie war in Dänemark, Norwegen und Schweden ein Erfolg, die zweite Staffel gewann 2003 den Internationalen Emmy Award in New York City.
Nach seinem Konzept/Manuskript wurde dann ab 2006 die Krimiserie Forbrydelsen realisiert, in deren erster Staffel der Mord an einer 19-jährigen Schülerin in 20 Tagen aufgeklärt wird. Der 20-teiligen ersten Staffel folgten 2009 und 2012 eine zweite und dritte Staffel. In Deutschland strahlte das ZDF die Serie unter dem Titel Kommissarin Lund – Das Verbrechen ab 2008 in Form von Spielfilmen aus. Die Serie wurde 2007 für den Internationalen Emmy Award in New York nominiert, gewann jedoch nicht. Søren Sveistrup erhielt für Forbrydelsen 2008 den Haederspris der Dänischen Dramatikervereinigung.
2021 folgte die Serie Der Kastanienmann, für die Sveistrup die literarische Vorlage lieferte und an deren Entwicklung er auch als Drehbuchautor beteiligt war.

## Romane
- mit David Hewson: The Killing, Macmillan, London 2012 (englisch)
  - auf Deutsch: Das Verbrechen. Kommissarin Lunds 1. Fall. Paul Zsolnay Verlag, München 2013, ISBN 978-3-552-05598-8.
- Kastanjemanden, Politikens Forlag, Kopenhagen 2018 (dänisch)
  - auf Deutsch: Der Kastanienmann, aus dem Dänischen übersetzt von Susanne Dahlmann, Goldmann Verlag, München 2019, ISBN 978-3-442-31522-2